# Thamnocalamus spathiflorus
Thamnocalamus spathiflorus là một loài thực vật có hoa trong họ Hòa thảo. Loài này được (Trin.) Munro miêu tả khoa học đầu tiên năm 1868.